# Tupoljev Tu-244
Tupoljev Tu-244 je bilo predlagano nadzvočno potniško letalo s kapaciteto 300 potnikov in potovalno hitrostjo 2,2 Macha. Letalo naj bi razvil ruski biro Tupoljev na bazi nadzvočnega Tu-144. Novosti bi bile kriogenično ohlajeno gorivo, ki bi omogočalo dolet 10.000 kilometrov. Prvi začetki projekta segajo v leto 1979, leta 1993 pa so ga preklicali. 
Trup bi bil skoraj povsem okrogel z višino 4,1 m in širino 3,9 metra. Trup in krilo bi veliko uporabljala titanove kompozitne materiale. Pri daljših nadzvočnih letih pri hitrosti 2 Macha pride do segrevanja letala zaradi trenja z zrakom. Študije so pokazale, da je zračni upor pri hitrosti 2 Macha le za okrog 50 % večji kot pri hitrosti 0,9 Macha. Letalo bi imelo krmilni sistem fly-by-wire. Za boljšo vidljivost pri pristajanju bi imelo nameščene kamere. Motorji naj bi bili različica turboventilatorskih Kuznecov NK-321, ki so v uporabi na nadzvočnem bombniku Tu-160.

## Tehnične specifikacije
- Posadka: 3
- Kapaciteta: 250/320 potnikov
- Dolžina: 88,7 m (291 ft)
- Razpon kril: 54,77 m (179 ft)
- Površina kril: 1 200 m² (12 916 ft²)
- Prazna teža: 172 000 kg (379 000 lb)
- Maks. vzletna teža: 350 000 kg (771 600 lb)
- Motorji: 4 × Kuznecov NK-321 turbofan, 33 000 kg vsak
- Višina: 16,9 m (55 ft)
- Širina trupa: 3,9 m (12 ft)
- Višina trupa: 4.1 m (13 ft)
- Maks. teža goriva: 178 000 kg (392 425 lb)

- Potovalna hitrost: Mach 2,20 (2 340 km/h, 1 455 mph)
- Dolet: 9,200 km (5 730 mi (4 970 nm))
- Višina leta (servisna): 19 000 m (62 000 ft)